# Boudiera
Boudiera Cooke – rodzaj grzybów z typu workowców (Ascomycota).

## Systematyka i nazewnictwo
Pozycja w klasyfikacji według Index Fungorum: Pezizaceae, Pezizales, Pezizomycetidae, Pezizomycetes, Pezizomycotina, Ascomycota, Fungi.
Synonim: Svrcekia Kubička.
Gatunki występujące w Polsce:
- Boudiera purpurea Eckblad 1968
- Boudiera tracheia (Rehm ex Gamundí) Dissing & T. Schumach. 1979

Nazwy naukowe na podstawie Index Fungorum. Wykaz gatunków według M.A. Chmiel.